# Wojciech Kowal
Wojciech Kowal OMI (ur. 19 kwietnia 1960 w Przeworsku) – polski kapłan rzymskokatolicki, misjonarz oblat Maryi Niepokalanej.
Uczęszczał do Liceum Ogólnokształcącego w Przeworsku, które ukończył w 1979. Wstąpił do nowicjatu Misjonarzy Oblatów Maryi Niepokalanej na Świętym Krzyżu.
Po sześcioletnich studiach w scholastykacie oblackim Obrze koło Wolsztyna, uwieńczonych magisterium z teologii na Papieskim Wydziale Teologicznym w Poznaniu, przyjął w 1986 święcenia kapłańskie.
Przez rok pracował jako wikariusz w oblackiej parafii w Iławie. Przez kolejne 4 lata studiował filozofię przyrody na Katolickim Uniwersytecie Lubelskim, w 1991 uzyskał magisterium z filozofii przyrody - kosmologia. W latach 1991–1992 był wychowawcą klasy oraz nauczycielem religii, fizyki i filozofii w Niższym Seminarium Duchownym Misjonarzy Oblatów w Markowicach k/Inowrocławia. 
W 1992 rozpoczął studia - prawo kanoniczne na Uniwersytecie św. Pawła w Ottawie, gdzie uzyskał magisterium (University of Ottawa) w 1994 i licencjat z prawa kanonicznego (Saint Paul University), również w 1994. W 1997 obronił pracę doktorską (J.C.D., Saint Paul University, Ottawa; Ph.D., University of Ottawa).
Przez kolejny rok pracował jako kanclerz kurii diecezjalnej w archidiecezji Keewatin-Le Pas w północnej Kanadzie (Manitoba i Saskatchewan). Od 1998 jest wykładowcą prawa kanonicznego na Uniwersytecie św. Pawła w Ottawie jako "associate professor" i wicedziekan Wydziału Prawa Kanonicznego. Dziedzinami jego specjalizacji są: interpretacja ustaw kościelnych, przywilej wiary, rekurs administracyjny, zagadnienia filozoficzne w prawie kanonicznym.
O. Wojciech Kowal należy do Prowincji Wniebowzięcia NMP Misjonarzy Oblatów Maryi Niepokalanej (Toronto), gdzie od 2002 jest radnym prowincjalnym. Od 1998 jest sędzią Kanadyjskiego Trybunału Apelacyjnego ds. Małżeńskich w Ottawie. Od 1992 służy pomocą duszpasterską w polskim środowisku emigracyjnym parafii św. Jacka Odrowąża w Ottawie.

## Publikacje
- Understanding Canon 17 of the 1983 Code of Canon Law in Light of Contemporary Hermeneutics, Lewinston, The Edwin Mellen Press, 2000
- Special Marriage Cases and Procedures: Ratifed and Non-Consummated Marriage, Pauline Privilege, Favour of the Faith, Separation of Spouses, Validation, Presumed Death, 4th rev. and updated ed., Faculty of Canon Law, Saint Paul University, Ottawa, 2008 (wspólnie z W.H. Woestmanem)
- artykuły publikowane w czasopismach naukowych:
  - Studia canonica (Ottawa)
  - The Jurist (Washington, DC)
  - Folia canonica (Budapeszt)